# Alfred Pike
Alfred Feorge "Alf" Pike (ur. 15 września 1917 w Winnipeg, zm. 1 marca 2009 w Calgary) – kanadyjski hokeista występujący na pozycji napastnika, po zakończeniu kariery trener.
Zdobywca Pucharu Stanleya w 1940 roku.

## Kariera klubowa
- New York Rovers (1937–1939)
- Philadelphia Ramblers (1939)
- New York Rangers (1939–1947)

## Kariera trenerska
- Guelph Biltmore Mad Hatters (1952–1954)
- Winnipeg Warriors (1957–1958)
- Calgary Stampeders (1961–1963)
- Los Angeles Blades (1963–1965)
- Phoenix Roadrunners (1967–1970)

## Sukcesy i nagrody
- Puchar Stanleya 1940 z New York Rangers
- J. Ross Robertson Cup 1952 z Guelph Biltmore Mad Hatters (trener)
- Memorial Cup 1952 z Guelph Biltmore Mad Hatters (trener)
- Lester Patrick Cup 1956 z Winnipeg Warriors (trener)
- Edinburgh Trophy 1956 z Winnipeg Warriors (trener)